# Украинско-черногорские отношения
Украинско-черногорские отношения — двусторонние дипломатические отношения между Украиной и Черногорией. 15 июня 2006 года Украина признала Черногорию, менее чем через две недели после того, как парламент этой страны объявил независимость от Сербии. Государства установили дипломатические отношения 22 августа 2006 года. Украина имеет посольство в Подгорице, а в 2008 году правительство Черногории выразило намерение открыть посольство в Киеве. Несмотря на слабые экономические связи, Черногория является транзитным пунктом для торговли людьми между Украиной и остальной Европой.

## В период Первой мировой войны и Интербеллума

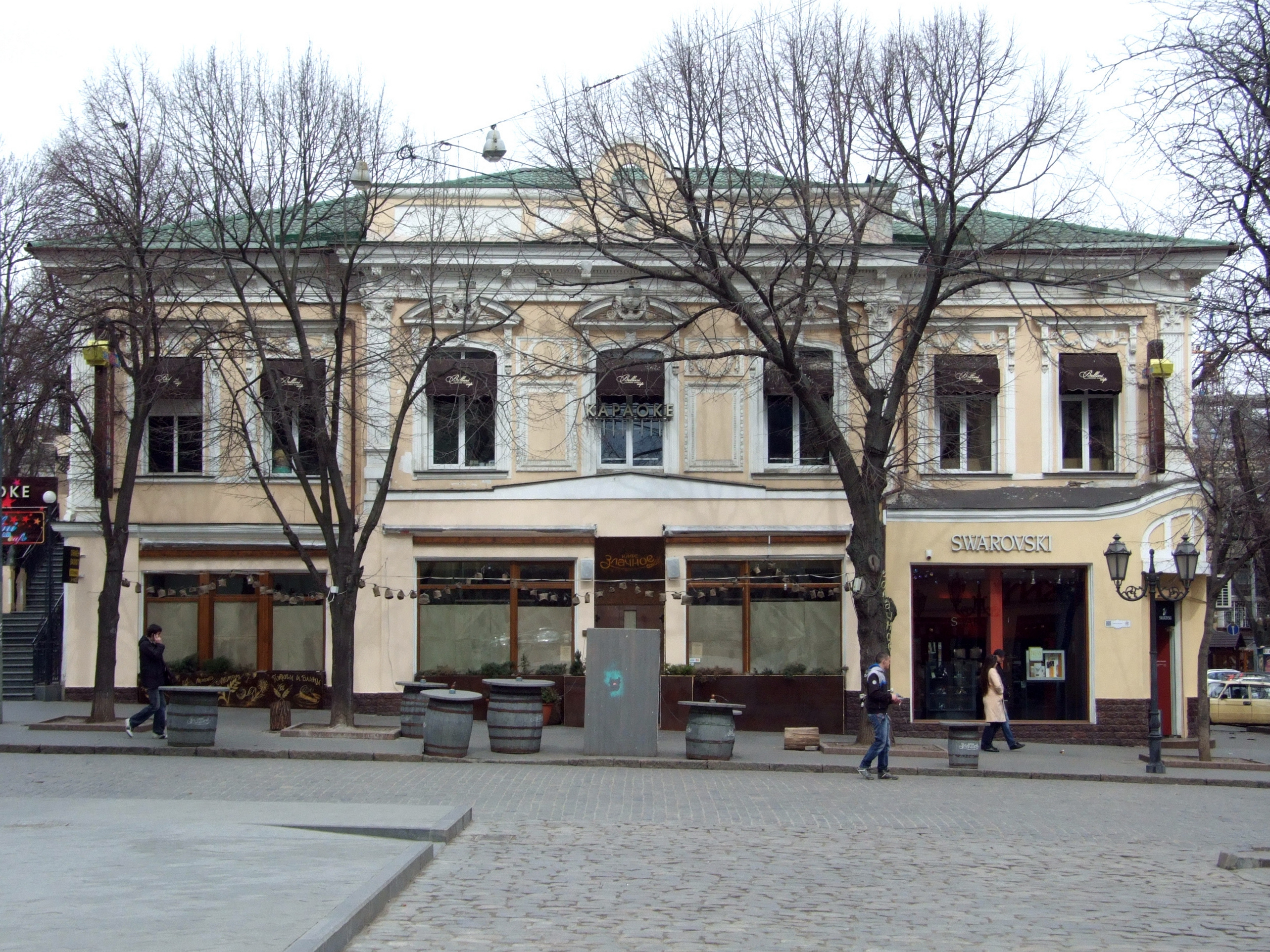
Дом Исаковича — здание, в котором функционировала Канцелярия черногорского общества в 1918 году. Украина, Одесса, перекрёсток ул. Дерибасовской и Гаванной

В конце января 1918 года о получении от Румчерода полномочий на защиту интересов черногорских граждан, проживавших в Одессе и её окрестностях, объявило местное черногорское общество во главе с И. П. Ускоковичем. Это было сделано ввиду отсутствия в Одессе консульства Королевства Черногория. Общество сообщило согражданам, что они находятся под его защитой, и отметило решимость намерений отстаивать их права, защищать от посягательств на жизнь и жилье, вплоть «до расстрела тех, кто на это решится». Стоит отметить, что участники данного общества стояли на позициях объединения всех сербов, хорватов и словенцев на основе федеративного демократического устройства, а само общество ставило своей целью войти в отношения с существующими в России черногорскими обществами, а в тех местностях, где таковых нет, с отдельным лицами, чтобы проводить пропаганду среди черногорцев о необходимости возвращения в Черногорию, где отсутствовали или были слабы интеллектуальные силы. Последние данные о деятельности данного общества зафиксированы в марте 1918 года, когда в Одессе была ликвидирована советская власть.
В период Украинской державы закон про украинское гражданство, принятый 2 июля 1918 года, предусматривал, что по принципу взаимности Украина должна требовать, чтобы украинские граждане в Черногории не подлежали военному призыву.
После победы на Украине Антигетманского восстания контакты с Директорией Украинской Народной Республики наладил Киевский черногорский комитет по оказанию помощи беженцам, возглавляемый Радуновичем. По его просьбе 2 января 1919 года Совет народных министров УНР ассигновал средства на субсидии по количеству беженцев для эвакуации беженцев-черногорцев на родину, а 5 марта его глава направил Директории обращение «о принятии Директорией Украинской Народной Республики под свою защиту черногорских подданных, живущих на территории Украины».

## Официальные визиты
В 2006 году президент Черногории Филип Вуянович провёл переговоры с президентом Украины Виктором Ющенко. В октябре 2008 года профессор Желько Радулович, чрезвычайный и полномочный посол Черногории на Украине, вручил верительные грамоты президенту Украины. В декабре 2008 года чрезвычайный и полномочный посол Украины-нерезидент Анатолий Олейник был отправлен в отставку и заменён Оксаной Слюсаренко. В феврале 2009 года заместитель премьер-министра Черногории и министр финансов Игор Лукшич встретился с Оксаной Слюсаренко и обсудил общие интересы, включая банковское дело и экономическое сотрудничество.
В июле 2009 года, в 3-ю годовщину независимости Черногории, президент Украины Виктор Ющенко направил поздравление президенту Черногории Филипу Вуяновичу. В том же месяце заместитель премьер-министра Украины по вопросам европейской и международной интеграции встретился со своим черногорским коллегой и выразил поддержку стремлению Черногории к европейской интеграции.

## Соглашения
В сентябре 2006 года государства договорились сотрудничать в борьбе с отмыванием денег. В марте 2008 года Украина заявила, что инициирует подписание соглашения о безвизовом режиме с Черногорией. В октябре 2008 года министры иностранных дел Украины и Черногории парафировали соглашение о дружбе и сотрудничестве между странами. В июне 2009 года правительства двух стран подписали соглашение о взаимной помощи в таможенных вопросах.

## Торговля людьми
Черногория считается транзитным пунктом для торговли людьми между Украиной и Европейским союзом. Уязвимые группы населения на Украине включают в себя женщин, занимающихся проституцией, одиноких иностранцев, этнических цыган и гастарбайтеров. «Балканский маршрут» — печально известный путь торговцев секс-услугами из стран Восточной Европы, в том числе и Украины. Однако, Черногория отвергает обвинения ООН в торговле людьми.